# Jace Olsen
Jace Robert Olsen (Chandler, 14 gennaio 1992) è un pallavolista statunitense.
Gioca nel ruolo di schiacciatore.

## Carriera
La carriera di Jace Olsen inizia a livello giovanile nel Southern California, giocando però anche a livello scolastico con la Mica Costa High School; in questo periodo, precisamente nel 2011, entra a far parte della nazionale statunitense Under-21, senza però giocare alcun torneo ufficiale.
Concluse le scuole superiori gioca anche a livello universitario, disputando la NCAA Division I dal 2011 al 2012 con la Pennsylvania State University, raggiungendo due volte la Final 4, per poi trasferirsi alla University of Hawaii at Manoa, dove termina la carriera universitaria.
Nella stagione 2014-15 inizia la carriera professionistica in Danimarca, disputando la VolleyLigaen col Marienlyst Odense, per poi approdare in Francia nella stagione seguente, partecipando alla Ligue A col Tours Volley-Ball: lascia il club poco prima del termine dell'annata, riuscendo comunque ad aggiudicarsi la Supercoppa francese.

## Palmarès

### Club
- Supercoppa francese: 1

2015